# Oruza lithochroma
Oruza lithochroma là một loài bướm đêm trong họ Erebidae.